# Pericolo imminente
Pericolo imminente è il quarto romanzo in ordine di uscita della serie di spionaggio-tecnopolitica di Tom Clancy, in cui si narra la vita di Jack Ryan.

## Trama
Il presidente degli Stati Uniti, per contrastare l'afflusso di droga nel paese, decide di dare il via a un'operazione antidroga coperta, nella quale aerei con carichi di droga vengono costretti ad atterrare o abbattuti. I trafficanti colombiani reagiscono effettuando a Bogotà un attentato che costa la vita al direttore dell'FBI. La reazione americana è improntata alla massima durezza e portata attraverso il dispiegamento di squadre speciali che attaccano gli aeroporti e le centrali di raffinazione della droga sul territorio colombiano con l'appoggio di un MH53 Pave Low del 160° SOAR. Inoltre alcuni capi vengono uccisi attraverso l'uso di bombe a guida laser sganciate da un aereo della US Navy durante un'esercitazione di un gruppo da battaglia al largo della costa del Pacifico, dove la bomba viene diretta da un puntatore laser gestito da Clark, un uomo della CIA infiltrato nel paese.
La cosa dura fin quando il cartello di Medellín non scopre la trama e un suo infiltrato, il colonnello Cortez, ex spia cubana della DGI (Dirección General de Inteligencia, il servizio segreto cubano), ricatta il consigliere della sicurezza nazionale, ammiraglio Cutter, facendogli interrompere l'operazione e lasciando indifese le squadre sul campo. Ma non tutti gli uomini della CIA, a partire da Ryan che era stato tenuto all'oscuro di tutto, e dell'Aeronautica accettano l'imposizione e Clark torna in Colombia insieme a Ryan con l'elicottero e riesce a recuperare due delle squadre mentre le altre vengono sopraffatte dagli uomini del Cartello che davano loro la caccia; nell'azione un sergente dell'aeronautica, Buck Zimmer, viene colpito a morte e Ryan promette di avere cura dei suoi figli, rischiando egli stesso la morte per un colpo di fucile mitragliatore che si infrange sul suo casco. Con un'imboscata Clark, aiutato dalle squadre recuperate, riesce anche ad impadronirsi del colonnello Cortez e a portarlo alla base americana di Guantanamo. Durante l'evacuazione, l'MH53 è costretto ad uno spettacolare e problematico atterraggio su un cutter della Guardia Costiera statunitense, il Panache, mentre è in corso un uragano nel Golfo del Messico. Scoperta la trama complessiva, lo stesso Clark invita Cutter a suicidarsi per evitare imbarazzanti inchieste, cosa che avviene, e il presidente americano deve presentare delle imbarazzate scuse al governo colombiano per l'accaduto.

## Adattamenti
Il romanzo ha ispirato la sceneggiatura del film Sotto il segno del pericolo diretto da Phillip Noyce, con protagonista Harrison Ford nel ruolo di Jack Ryan.

## Edizioni
- Tom Clancy, Pericolo imminente, collana BUR, Rizzoli, 1991.